# Fondo Multilateral de Inversiones
Abreviatura Fomin del botánico Aleksandr Vasiljevich Fomin
El Fondo Multilateral de Inversiones (FOMIN) es un fondo independiente administrado por el Banco Interamericano de Desarrollo (BID), creado en 1993 para promover el desarrollo del sector privado de América Latina y el Caribe. En alianza con asociaciones empresariales, gobiernos y organizaciones no gubernamentales (ONG), el FOMIN provee asistencia técnica e inversiones para apoyar el crecimiento de micro, pequeñas y medianas empresas, mejorar las competencias laborales, y contribuir en la mejora del clima de negocios y el acceso a financiamiento.
El FOMIN ha aprobado más de 1000 proyectos, principalmente donaciones, y cuenta con más de 800 instituciones socias de la sociedad civil, sector privado y gobierno. El FOMIN trabaja en los 26 países miembros del BID de América Latina y el Caribe.

## Áreas temáticas de los proyectos
El FOMIN apoya proyectos que promuevan el desarrollo del sector privado en América Latina y el Caribe, incluyendo áreas como: remesas, microfinanzas, capital de riesgo, turismo sostenible, comercio e inversión, alianzas público privadas, emprendedorismo, responsabilidad social corporativa, tecnología, capacitación de jóvenes, entre otros.

## Países donantes
El FOMIN tiene 38 países miembros donantes de América Latina y el Caribe, América del Norte, Europa y Asia. El Comité de Donantes constituye el gobierno del FOMIN y aprueba los proyectos. El reparto de votos es proporcional al monto de las contribuciones.
Los países donantes son Argentina, Bahamas, Barbados, Belice, Bolivia, Brasil, Canadá, Chile, Colombia, Corea del Sur, Costa Rica, Ecuador, El Salvador, España, Estados Unidos, Francia, Guatemala, Guyana, Haití, Honduras, Italia, Jamaica, Japón, México, Nicaragua, Países Bajos, Panamá, Paraguay, Perú, Portugal, Reino Unido, República Dominicana, Surinam, Suecia, Suiza, Trinidad y Tobago, Uruguay y Venezuela.